# Alcantara (Romblon)
Alcantara é um município de  quinta classe de renda municipal (d) na província Romblon, nas Filipinas. De acordo com o censo de 1 de maio  de  2020 possui uma população de 17 171 pessoas e 4 149 domicílios.